# Sudcze
Sudcze (ukr. Судче) – wieś na Ukrainie, w obwodzie wołyńskim, w rejonie kamieńskim. Liczy 1094 mieszkańców
W czasie okupacji niemieckiej mieszkająca tutaj ukraińska rodzina Kujawów udzielała schronienia Żydówce Fani Rozenfeld, za co w 1995 roku Instytut Jad Waszem uhonorował tytułami Sprawiedliwych wśród Narodów Świata Andrija i Jarynę Kujawów i ich syna Mykołę.
Do 2020 w rejonie lubieszowskim. 